# Heuvelland
Heuvelland este o comună neerlandofonă situată în provincia Flandra de Vest, regiunea Flandra din Belgia. La 1 ianuarie 2008 avea o populație totală de 8.167 locuitori. 

## Geografie
Comuna actuală Heuvelland a fost formată în urma unei reorganizări teritoriale în anul 1977, prin înglobarea într-o singură entitate a 7 comune învecinate. Suprafața totală a comunei este de 94,24 km². Comuna este subdivizată în secțiuni, ce corespund aproximativ cu fostele comune de dinainte de 1977. Acestea sunt:
| - I. Kemmel - II. Wijtschate - III. Wulvergem - IV. Nieuwkerke - V. Dranouter - VI. Loker - VII. Westouter - VIII. De Klijte |

Localitățile limitrofe sunt:
| În Belgia: | În Franța:                                                      |
| - Comuna Poperinge: - a. Poperinge - b. Reningelst - Comuna Ypres: - c. Dikkebus - d. Vlamertinge - e. Voormezele - f. Hollebeke - Comuna Comines-Warneton: - g. Houthem - h. Bas-Warneton - - i. Warneton - k. Ploegsteert - Comuna Mesen: - j. Mesen | - l. Nieppe - m. Bailleul - n. Saint-Jans-Cappel - o. Boeschepe |